# Elektrophon

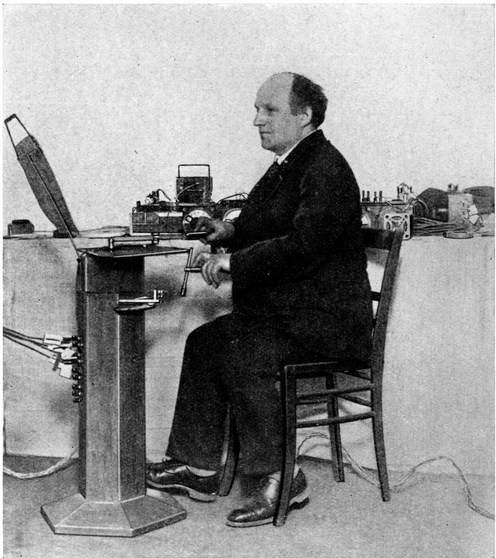
Jörg Mager gra na swoim sphärophon-ie w 1926 w Donaueschingen

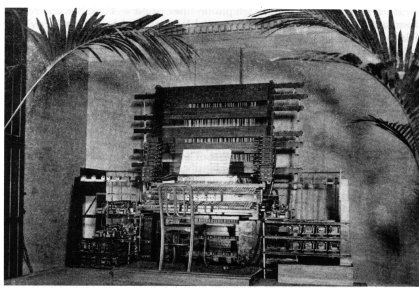
Telharmonium, Thaddeus Cahill 1897

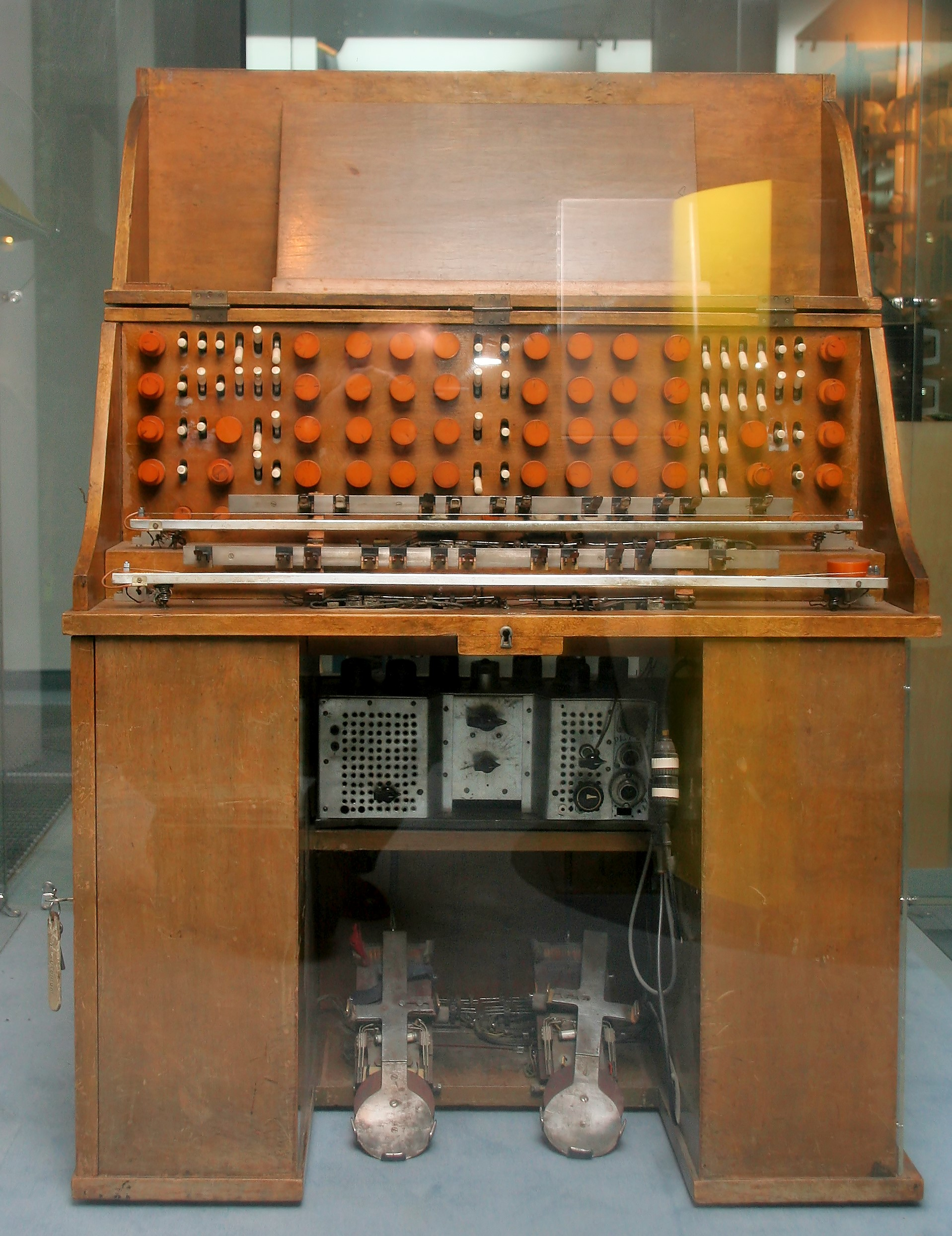
Trautonium, 1928

Elekrophon – instrument muzyczny z grupy elektrofonów elektromechanicznych wynaleziony przez Jörga Magera w 1921 i wyprodukowany z pomocą firmy Lorenz. Electrophon by instrumentem bazującym na zasadzie heterodyny i przeznaczony do wykonywania muzyki mikrotonowej. Nie posiadał klawiatury, lecz był sterowany pokrętłem. Jego rozwinięciem był Kurbelsphärophon (sfarofon korbowy), w który wprowadzono dodatkowe filtry stabilizujące dźwięk oraz wielopozycyjne pokrętło, strojone do ćwierćtonów. Instrument został zaprezentowany w 1926 roku. Grigorij Rimski-Korsakow, wnuk słynnego kompozytora Nikołaja napisał na instrument eksperymentalną kompozycję. W 1928 nastąpiła kolejna modyfikacja instrumentu, w wyniku której powstała klawiaturowa jego wersja – Klaviatursphärophon (sfarofon klawiszowy). Dwie klawiatury, strojone były do ćwierćtonów i pozwalały wydobywać z instrumentu dwa dźwięki równocześnie. Dodatkowo zmieniono kształt głośników i wprowadzono w nich dodatkowe, mechaniczne rezonatory, które wzbogaciły brzmienie instrumentu. Rozwinięciem Klaviatursphäophonu był Partiturophon wyposażony pięć klawiatur pozwalających grać muzykę polifoniczna maksymalnie do pięciu głosów.
Instrumenty Magera były intensywnie używane w Niemczech, głównie w produkcjach teatralnych. W 1929 Mager dostał do użytku zamek w Darmstadt, gdzie otworzono pierwsze znane studio muzyki elektronicznej – Studiogesellschaft für Elektroakustische Musik.
Żaden z instrumentów Magera nie przetrwał wojny.